# آنات شوارتس
آنات شوارتس (به انگلیسی: Anat Schwartz) (زاده ۱۹۷۸ میلادی در حیفا اسراییل) نویسنده، فیلمساز، تحلیل گر داده، کارگردان تلویزیون اهل اسراییل است. او یکی از نویسندگان مقاله فریادهای بدون کلام در نیویورک تایمز است که به دلیل کیفیت گزارش آن به شدت مورد انتقاد قرار گرفت و همین امر منجر به جنجال رسانه‌های اجتماعی و اختلاف نظر در نیویورک تایمز شد.

## سال‌های ابتدایی زندگی
خانم شوارتس در ۱۹۷۸ میلادی در حیفا اسراییل متولد شد. او در رمت عفال بزرگ شده است. او از مدرسه فیلم و تلویزیون سام اشپیگل در اورشلیم فارغ‌التحصیل شد و در یک دوره تابستانی در مدرسه عالی تصویر و صدای فرانسه در پاریس شرکت کرد. او همچنین مدرک لیسانس فلسفه و ادبیات را در دانشگاه تل آویو دریافت کرد.
او بورسیه‌های مختلفی از جمله بورسیه جشنواره بین‌المللی فیلم مستند آمستردام را دریافت کرده است.
شوارتس در بخش اطلاعات نیروی هوایی اسرائیل خدمت کرده است.

## حرفه
در سال ۲۰۰۵، او فیلم Ha'chavera shell Emile به کارگردانی نداو لاپید را تولید کرد. این فیلم که برای رقابت در بخش سینه فونداسیون در جشنواره فیلم کن در سال ۲۰۰۶ انتخاب شد.
شوارتس در سال ۲۰۲۰ کار در صنعت داده را آغاز کرد، زمانی که به شرکت اسرائیلی Vault AI به عنوان تحلیلگر داده‌های محتوا پیوست.
شوارتز در همان سال فیلم کوتاه ۳۹ را کارگردانی و نوشت که در رقابت رسمی جشنواره فیلم تورینو شرکت کرد. این اولین فیلم داستانی او بود.

### مقاله ۲۰۲۳ نیویورک تایمز
در سال ۲۰۲۳، شوارتس توسط نیویورک تایمز استخدام شد. او هیچ تجربه قبلی روزنامه‌نگاری نداشت.
در دسامبر همان سال، شوارتس، برادرزاده شریکش، آدام سلا، و جفری گیتمن، مقاله‌ای را برای تایمز نوشتند - «فریادهای بدون کلام» - دربارهٔ خشونت جنسی توسط شبه نظامیان حماس در حمله ۷ اکتبر در اسرائیل.
کیفیت گزارش مقاله مورد انتقاد قرار گرفته است. به گزارش اینترسپت، مصاحبه شوارتس با رسانه‌های اسرائیلی نشان داد که «مأموریت نیویورک تایمز تقویت یک روایت از پیش تعیین شده بود».
بستگان خانواده یکی از قربانی‌ها وب‌سایت خبری ماندویس گفتند که هیچ مدرکی دال بر تجاوز جنسی وجود ندارد و شوارتس با آنها به بهانه‌های واهی مصاحبه کرده است. رابین اندرسن، محقق رسانه‌ای و استاد دانشگاه فوردهام، در مقاله‌ای که در اوایل فوریه در مجله اینترنتی چپ‌گرای CounterPunch منتشر شد، از قدرت تحقیقات انتقاد کرد و به اختلافات عمده بین شهادت خانواده‌ها و متن مقاله اشاره کرد.
عکاس ادن وسلی، که تصاویرش به عنوان مدرک در مقاله تایمز مورد استفاده قرار گرفت، اظهار داشت که شوارتس به دلیل اهمیت آن برای «حمایت از اسرائیل»، «بارها و بارها» با او برای کسب اطلاعات برای مقاله تماس گرفته است. نیویورک تایمز بعداً اصلاحی را به مقاله قبلی توسط همان نویسندگان اضافه کرد مبنی بر اینکه «شواهد پزشکی قانونی» وجود ندارد.
در فوریه ۲۰۲۴، تجزیه و تحلیل فعالیت‌های شوارتس در رسانه‌های اجتماعی نشان داد که او پست‌هایی را پسندیده است که فلسطینی‌ها را «حیوانات انسانی» می‌خواند و از «تبدیل نوار غزه به کشتارگاه»، «نقض هر هنجار در راه پیروزی»، حمایت می‌کند. این نگرش‌های شوارتس منجر به اتهامات سوگیری و نقض سیاست‌های نیویورک تایمز می‌شود. نیویورک تایمز تحقیقاتی را در مورد شوارتس آغاز کرد و اظهار داشت: «این لایک‌ها نقض غیرقابل قبول خط مشی شرکت ما هستند. ما در حال حاضر در حال بررسی موضوع هستیم.»
در مصاحبه ای با کانال ۱۲ (اسرائیل)، شوارتس تحقیقاتی را که برای این مقاله انجام داده است را توصیف کرد و تأکید کرد که «او هیچ مدرک مستقیمی از تجاوز جنسی یا خشونت جنسی پیدا نکرده است». شوارتس ادامه داد بعد از پیگیری از مسئولین مربوطه و مراجعه به بیمارستان‌های روان‌پزشکی، مدرکی دال بر گزارش‌های خشونت جنسی را پیدا نکرده است. وی تأکید کرد پس از بازدید از یک مرکز درمانی «که برای رسیدگی به آسیب‌های آسیب‌دیدگی قربانیان ۷ اکتبر تاسیس شده بود»، «تنها با کنایه‌ها و اظهارات کلی از طرف درمانگران» بیرون آمد. اینترسپت نوشت: «شوارتس گفت که او سپس یک سری گفتگوهای گسترده را با مقامات اسرائیلی از ZAKA، یک سازمان امداد و نجات خصوصی ارتدوکس، را آغاز کرد. در این گفتگوها مستنداتی در مورد سوء استفاده از شواهد و انتشار چندین داستان نادرست در مورد وقایع ۷ اکتبر بود. ادعاهایی مبنی بر بریدن سر نوزادان و بیرون کشیدن جنین از بدن یک زن باردار توسط عوامل حماس از جمله این داستان‌های نادرست و غیرمعتبر است.